# Jorge Solórzano Pérez
Jorge Solórzano Pérez (ur. 23 marca 1961 w San Andrés de la Palanca) – nikaraguański duchowny rzymskokatolicki, biskup pomocniczy Managui w latach 2000-2005 , biskup Matagalpy  w latach 2005-2010, biskup Granady od 2010.

## Życiorys
Święcenia kapłańskie otrzymał 29 marca 1985 z rąk Miguela Obando Bravo. Inkardynowany do archidiecezji Managua. 
17 czerwca 2000 papież Jan Paweł II mianował go biskupem pomocniczym archidiecezji Managua. Sakry biskupiej udzielił mu 13 lipca 2000 kardynał Miguel Obando Bravo.
15 października 2005 papież Benedykt XVI mianował go ordynariuszem diecezji Matagalpa. Ingres odbył 3 grudnia 2005.
11 marca 2010 został biskupem diecezji Granada.
W latach 2011-2022 był sekretarzem generalnym Sekretariatu Biskupów Ameryki Centralnej i Panamy.
W latach 2014-2017 oraz od 2021 był sekretarzem generalnym Konferencji Episkopatu Nikaragui.